# Ossarium

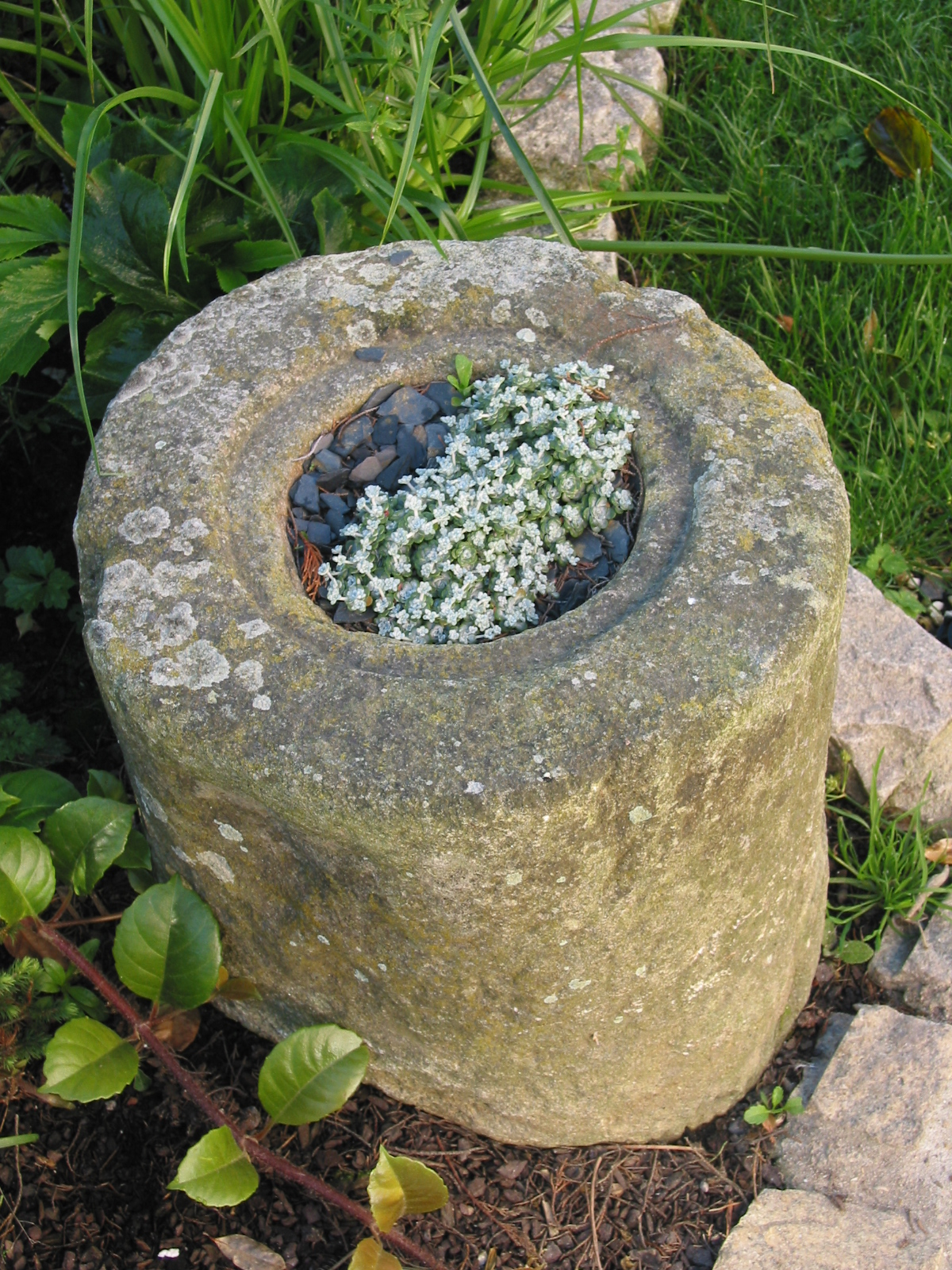
Fût cylindrique d’ossarium, Domaine de Rochevilaine (Morbihan).

Un ossarium (pluriel : ossaria) est un monument ou coffre de pierre destiné à recevoir les cendres d’un défunt. L’emploi des ossaria est attesté [Où ?] entre les Ier et IIIe siècles  avant notre ère.

## Description
Un ossarium se compose de trois éléments :
- le fût qui peut avoir des formes géométriques variées (cylindrique, polygonal, conique, …). On y plaçait les cendres du défunt soit directement, soit dans une urne cinéraire
- la couronne qui s’emboîte sur le fût. Son profil en entonnoir était probablement destiné à verser des libations en l’honneur du défunt
- le couvercle qui ferme la couronne. C’est la partie la plus légère de l’ossarium et la plus rarement conservée

## Fonction
Ces coffres de forme cylindrique ont causé une importante polémique quant à leur fonction. Certains y voyaient des dispositifs à écraser le mil, d’autres des monuments à fonction funéraire. Un vaste travail d’inventaire a permis de déterminer que la seconde hypothèse était la plus plausible. En effet, la répartition des ossaria montre qu’ils sont absents des régions où cette céréale était cultivée (Auray et Carnac notamment). De plus, ce dispositif semble un peu complexe et un peu lourd (jusqu’à 300 kilos pour les plus gros fûts) pour servir de pile-mil. Enfin, certains ossaria contenaient des cendres humaines.
Leur complexité suggère qu’ils étaient plutôt destinés à une catégorie aisée de la population. Leur étude a prouvé qu’ils n’étaient jamais enterrés, probablement en raison de leur décoration, parfois élaborée (multiplicité des pans, représentations végétales ou figurées, motifs géométriques). Rarement retrouvés à leur emplacement d’origine, il est difficile de déterminer si ces monuments funéraires étaient conservés dans les maisons ou dans des sanctuaires familiaux. 

## Localisation
En Bretagne, la plupart des ossaria ont été recensés dans le Morbihan où la concentration est la plus importante. Le Domaine de Rochevilaine, vaste musée lapidaire à ciel ouvert, fondé par Henri Dresch dans les années 1950, conserve plus d’une vingtaine d’éléments d’ossaria (fûts et couronnes principalement) collectés dans la région. D’autres ont été découverts dans des nécropoles du Limousin, de l'Auvergne, du Berry et du Pays Trévire (les Ardennes). Dans ces régions, les ossaria étaient fréquemment enterrés.